# Юлий Мартиалис
Юлий Мартиалис (на латински: Iulius Martialis; † вероятно 8 април 217 г.) е офицер от римската преторианска гвардия.
Той участва в заговора на Макрин против император Каракала. Неговата задача е да убие императора, понеже трябва да го придружава в похода му в Месопотамия. Не е ясно защо точно той е избран, според Херодиан, вероятно понеже Каракала убил брат му няколко дена преди това.
На 8 април 217 г. императорската свита тръгва към Carrhae (Harran), Месопотамия. Понеже Каракала бил болен от чревно разстройство спира, за да се облекчи отстрани на пътя. Тогава Мартиалис отива при него и го убива, качва се на коня си и побягва. Един легионер хвърля по него копие и го смъква от коня. Вероятно веднага умира или през следващите секунди е убит от ядосаните легионери.